# Amphicnemis annae
Amphicnemis annae – gatunek ważki z rodziny łątkowatych (Coenagrionidae).